# Ванадат иттрия
Ванадат иттрия — неорганическое соединение,
соль иттрия и ванадиевой кислоты с формулой YVO4,
прозрачные кристаллы.

## Физические свойства
Ванадат иттрия образует бесцветные кристаллы
тетрагональной сингонии,
пространственная группа I 4/amd,
параметры ячейки a = 0,7119 нм, c = 0,6290 нм. 
Обладает двулучепреломляющими свойствами.

## Применение
Ванадат иттрия, легированный неодимом, — кристаллический материал для создания активной среды лазера.